# Сражение под Любечем
Сражение под Любечем — эпизод междоусобной войны между войсками туровского князя Святополка Владимировича и новгородского князя Ярослава Владимировича Мудрого, который произошёл осенью 1016 года возле села Любеч на Черниговщине.

## История
После смерти Владимира Святославича в 1015 году между его сыновьями началась междоусобная борьба за великокняжеский престол. Старший из них — Святополк Владимирович занял киевский престол, и пытаясь избавиться от других претендентов на великокняжескую власть, убил своих братьев Бориса, Глеба и древлянского князя Святослава.
Против Святополка выступил Ярослав Владимирович, который собрал большое войско (40 тысяч новгородцев и 1000 варяжских наёмников под командованием норвежского конунга Эймунда). Две дружины встретились неподалёку Любеча и в течение трех месяцев не решались начать боевые действия.
В конце концов в конце 1016 года состоялась решающая битва, в которой войско Святополка потерпело поражение, а он сам бежал к своему тестю, польскому королю Болеславу I Храброму.
Ярослав вступил в Киев и впервые стал великим князем киевским.
В то же время в литературе высказывались предположения, что оппонентом Ярослава в битве под Любечем мог быть не Святополк, который по свидетельствам Титмара Мерзебургского бежал в Польшу сразу после смерти Владимира, а Мстислав Храбрый или же Святослав Древлянский.